# Changing Our Minds: The Story of Dr. Evelyn Hooker
Changing Our Minds: The Story of Dr. Evelyn Hooker è un documentario del 1992 diretto da Richard Schmiechen candidato al premio Oscar al miglior documentario.